# Priest=Aura
Priest=Aura è un album in studio del gruppo rock australiano The Church, pubblicato nel 1992.

## Tracce
1. Aura – 6:59
2. Ripple – 6:03
3. Paradox – 3:59
4. Lustre – 5:45
5. Swan Lake – 2:26
6. Feel – 3:55
7. Mistress – 4:12
8. Kings – 4:35
9. Dome – 4:00
10. Witch Hunt – 1:27
11. The Disillusionist – 6:24
12. Old Flame – 1:37
13. Chaos – 9:34
14. Film – 3:56

## Formazione
- Steve Kilbey - voce, basso, tastiera, chitarra
- Peter Koppes - chitarra, tastiera, cori
- Marty Willson-Piper - chitarra, cori
- Richard Ploog - batteria, percussioni, tastiera